# 勢野北口駅
勢野北口駅（せやきたぐちえき）は、奈良県生駒郡三郷町勢野東にある、近畿日本鉄道（近鉄）生駒線の駅。駅番号はG26。

## 歴史
- 1951年（昭和26年）11月20日：信貴生駒電鉄の竜田川 - 信貴山口（現在の信貴山下）間に新設開業[1]。
- 1964年（昭和39年）10月1日：近畿日本鉄道が信貴生駒電鉄を合併。近鉄生駒線の駅となる[1]。
- 2007年（平成19年）4月1日：PiTaPa使用開始[2]。
- 2012年（平成24年）12月21日：元山上口駅、竜田川駅とともに終日無人駅化される。

## 駅構造
単式1面1線のホームを持つ傾斜面上の地平駅で、王寺行きと生駒行きの双方が同一ホームに発着する。駅舎とホームは上り側（西側、すなわち王寺方面に向かって右側）にある。ホーム有効長は4両分。トイレは改札内にある。
王寺駅管理の無人駅で、PiTaPa・ICOCA対応の自動改札機および自動精算機（回数券カードおよびICカードのチャージに対応）が設置されている。

## 利用状況
近年における当駅の1日乗降人員の調査結果は以下の通り。
- 2023年11月7日：1,766人
- 2022年11月8日：1,846人
- 2021年11月9日：1,651人
- 2018年11月13日：1,825人
- 2015年11月10日：1,896人
- 2012年11月13日：1,819人
- 2010年11月9日：1,951人
- 2008年11月18日：2,113人
- 2005年11月8日：2,226人

## 駅周辺
周辺は住宅地。
- 三郷勢野東簡易郵便局
- 平隆寺

## 隣の駅
近畿日本鉄道
G 生駒線
竜田川駅 (G25) - 勢野北口駅 (G26) - 信貴山下駅 (G27)